# HD 103079
HD 103079 är en dubbelstjärna i den norra delen av stjärnbilden Flugan. Den har en skenbar magnitud av ca 4,89 och är svagt synlig för blotta ögat där ljusföroreningar ej förekommer. Baserat på parallaxmätning inom Hipparcosuppdraget på ca 9,0 mas, beräknas den befinna sig på ett avstånd på ca 360 ljusår (ca 111 parsek) från solen. Den rör sig bort från solen med en heliocentrisk radialhastighet på ca 21 km/s. Stjärnan ingår i Lower Centaurus Crux, en undergrupp i föreningen Scorpius-Centaurus, en grupp av övervägande heta blåvita stjärnor med gemensamt ursprung och gemensam egenrörelse genom galaxen.

## Egenskaper
Primärstjärnan HD 103079 är en blå till vit stjärna i huvudserien av spektralklass B4 V. Den har en massa som är ca 5 solmassor, en radie som är ca 2,4 solradier och har ca 251 gånger solens utstrålning av energi från dess fotosfär vid en effektiv temperatur av ca 20 600 K.
HD 103079 har en rapporterad följeslagare med en magnitud av 7,41 och separerad med 1,549 bågsekund.